# Театральная площадь (Липецк)
Театра́льная пло́щадь — площадь в Советском округе Липецка. Находится в начале улицы Фрунзе у пересечения её с Советской улицей.
Прежде называлась Вознесе́нской пло́щадью — по находившемуся здесь Вознесенскому собору, который был снесен в середине 1960-х годов.
16 ноября 1918 года переименована в Кра́сную пло́щадь, а 10 апреля 1968 года получила нынешнее имя по построенному в этом районе новому зданию Драматического театра.
В доме № 1 по Театральной площади находится второе здание администрации Липецка. В нём располагаются ряд его управлений и департаментов.
От театра к улице Фрунзе спускается лестница с каскадами фонтанов.

## Транспорт
К площади можно проехать автобусами № 2, 9т, 12, 302, 306, 315, 322, 325, 352, 359 до остановки «Театральная пл.».